# Инешкипазия
Инешкипазия (на ерзянски: Ineškipazněń Kemema) е традиционна политеистична религия на ерзяните, съдържаща елементи на пантеизъм. Названието произлиза от името на върховния бог Инешкипаз. Типологично вярата на ерзяните е близка до мифологията на Шумер, Древна Гърция, Римската империя, германите, скандинавите, славяните.
Инешкипазията се практикува широко сред ерзяните, паралелно с православното християнство, в рамките на двуверието. Много често по време на някой от дванадесетте велики празници се извършват и традиционни ерзянски култови ритуали. Едва 2 % от ерзяните са привърженици на чистата инешкипазия и не практикуват християнство.
Йерархичните религиозни структури – такива като духовно управление, център, мисия, религиозни учебни заведения и т.н., не са характерни за инешкипазията. Социалната основа на традиционната религия на ерзяните са семейството, родът и общността. Традицията на обучение и подготовка на жреци е била напълно изгубена още през XVIII ст. От ХІХ век насам за ерзянски жреци са избирани главно жени, много рядко – мъже. Мокша, най-близкият до ерзяните народ, практически напълно е изгубил традиционните си вярвания и изцяло е приел християнството.

## Обреди
Ерзяните никога не са имали идоли или изображения на богове. Те са почитали единствено природните стихии, свещените дървета – дъб, липа, бреза, бряст, пред които са правили жертвоприношения, но никога не са ги считали за божества. Ерзяните са вярвали в единен върховен бог, от когото според тях зависел целият видим и невидим свят. Ерзяните, терюханите и каратаите (мордовски етнически групи) го наричат Паз, Верепаз, Инешкипаз.
Молитвените обреди (на ерзянски: oznoma) постоянно съпровождат ерзяните – от рождението и до смъртта.
По-главни са следните:
- „Лемен путома кой“ (на ерзянски: Lemeń putoma koj) – обред на именуването, даване на име на новороденото.
- „Тундон илтема кой“ ((на ерзянски: Tundoń iĺtema koj) – обред за посрещане на пролетта. Обредът се извършвал, когато жените посрещали първите прелетни птици и молили богинята на Земята „Масторава“ да прати хубаво време по време на сеитба.
- „Раскен Озкс“ (на ерзянски: Raśkeń Ozks – „Народно моление“) – обреден празник, народно (родово) моление. В миналото Раскен Озкс не се е провеждал често, а веднъж на 20 – 40 години; така че на едно поколение се е падало едно или две подобни събития. Последният Раскен Озкс се е провел на 25 септември 1629 година. Тогава правителството на Руската империя забранило да се провежда езическият ритуал и забраната действала 370 години. Но традицията на Раскен Озкс продължава да се подкрепя неофициално. Хората са се събирали на местата, където са се молили в миналото: в горите, на полетата, на гробищата. Всяка ерзянска волост е имала по няколко места за моления. Дори покръстените ерзяни тайно продължавали да принасят жертви на древните си богове.[5]
- „Инетнен Ютамост“ (на ерзянски: Inetneń Jutamost – „Явление на Великите“) – обред на почитане на умрелите. Буквално се превежда като „Явление на Великите“. На всяко тържество или събиране ерзяните винаги поканвали своите предци. Това са един вид невидими нишки, свързващи миналото и настоящето на народа, които не позволяват да се забравят мъртвите. По време на ерзянските моления задължително звучи молитва-обръщение към предците.
- „Кулицянт лайшемазо“ (на ерзянски: Kulycänt́ lajšemazo) – обред на оплакването, прощаване с починалия.

## Пантеон на боговете
Боговете на ерзяните се делят на земни и небесни. Земните са тези, които обграждат човека и са свързани с дома – „Кудава“ (kudo – „къща“), „Кардазава“ (kardaz – „двор“), „Юртава“ (jurt – „основата на къщата“). Някои земни богове олицетворяват плодотворието: „Норовава“ (norov – „плодотворие“), „Паксява“ (paksä – „поле“), „Вірява“ (viŕ – „гора“, ava – „жена“). Своя класификацию имат и небесните богове – в зависимост от „функциите“, които извълняват и силата им. Освен в единния и вечен бог ерзяните вярват и в създадените от него добри и зли духове. Според народните вярвания духовете, както и хората, се размножават и затова са много по света. Навсякъде, на всяко място, невидимо присъства някакво божество, което изпълнява заповедите на върховния бог или е назначено от него да управлява някоя част от Вселената.

## Светини
„Великото дърво“ (Световно дърво) – ерзяните го считат за най-конкретната проява на организирания космос. Такива дървета, които олицетворяват универсалната концепция за света, са могли да бъдат мощен дъб, (на ерзянски: ěčke tumo), бреза, (на ерзянски: kilej), ябълка, (на ерзянски: umarina). Характерни черти на такова дърво са устремените нагоре клони, голяма корона, мощен ствол, разклонени корени, които отиват дълбоко в земята. На неговите клони се събират боговете, за да решават съдбите на хората и Вселената. Образът на Великото дърво е тясно свързан с образа на „Великата птица“. За ерзяните Великите дървета са свещени места, на които се провеждат моления. Една от най-важните функции на такова дърво е да защитава плодородието на ерзянските земи. По време на такива моления са се извършвали жертвоприношения: кръвта на заклания добитък се изливала върху корените на дърветата, а одраната кожа се закачвала на клоните. Този ритуал символизирал „хранене“ на Великото дърво – убежище на боговете. Ерзяните от селата Сабаево и Давидово в Кочкуровския район окачвали на клоните на дърветата ковчезите с мъртвите. Този обред символизирал изпращането на душата в задгробния свят. Великото дърво в този обред служило като портал в отвъдния свят.
„Великата птица“ (на ерзянски: Inenarmuń) – свещен образ в ерзянската митология. Великата птица се превъплъщава в образите на гъска (на ерзянски: macej), лебед (на ерзянски: loksej), патка (на ерзянски: jaksärgo). Великата птица изпълнява функцията да създава обекти на природата, космическите сили, да урежда света. Тя съчетава в себе си три стихии: земя (птицата може да ходи), вода (плава) и въздух (лети). В някои митове Великата птица се появява в образа на пратеник на боговете, като отива при старите хора и с човешки глас разказва загадки, които никой не може да отгатне.
Няколко сюжета в ерзянската митология са свързани с Великата птица. В един от тях тя се гмурка на дъното на Първородния океан и вдига от там пясък и тиня, от които възниква сушата. Продължение на този мит е историята за по-нататъшното създаване на света от яйце, снесено от Великата птица в клоните на Великото дърво. От горната част на счупената черупка на яйцето било създадено небето, от долната – земята, от жълтъка – слънцето, от белтъка – луната. От други яйца се появили боговете, хората и животните. Образът на Великата птица присъства и в материалната култура на ерзяните. Например по време на разкопките на едно от древните селища на ерзяните е намерена пластина от ковано сребро с изображението на птица. Такива пластинки са били използвани като украшения от богатите жени, които ги носили окачени на шията си на нивото на корема за предпазване на утробата от магии и зли духове.

## Инешкипазията през ХХІ век
Ерзяните изповядват християнство (православие и лутеранство, разпространено от финландските проповедници през 1990-те години) и инешкипазия – политеистична религия с елементи на пантеизъм. На практика цялата национална интелигенция на ерзяните изповядва инешкипазия или лутеранство, тъй като за тях православието се асоциира с Руската православна църква (РПЦ) и русификацията.
Ерзянската поетеса, журналистка и фолклористка Мариз Кемал организира общност на традиционната ерзянска религия. Този феномен се появява след създаването на Мордовската епархия на РПЦ през 1990. Тогава сред ерзянската интелигенция възниква идеята в богослужението да се въведе ерзянския език и по този начин да се възроди ерзянската идентичност поне в рамките на РПЦ. Крахът на тези надежди радикализира вярващите ерзяни и подтиква националната интелигенция да възроди етническата религия – религията на бога Инешкипаз.
Сред ерзяните, особено сред по-възрастните хора, е доста често срещано явление едновременно да се придържат и към християнските, и към ерзянските религиозни обичаи и обреди. В края на XIX – началото на ХХ век е широко разпространена практиката да се отбелязват православните празници, да се четат православни молитви и едновременно с това да се почитат ерзянските богове и да се четат ерзянски молитви. Например дори ерзяните, които редовно посещават православните храмове, често произнасят молитви към Вирава (ерз. Майка на гората) преди да започнат да събират горски плодове.

## Междурелигиозни конфликти
Последователите на инешкипазията никога публично не са проявявали агресия към други религии и техните привърженици. Например действащият Инязор на ерзянския народ Сирес Боляен е в приятелски отношения с главата на Духовното управление на украинските мюсюлмани „Умма“ шейх Саид Исмагилов. Сирес Боляен поддържа тесни контакти и с татарските мюсюлмански общности в Република Мордовия.
Но не така толератни са отношенията с РПЦ. Последователите на инешкипазия са в постоянна конфронтация с РПЦ, която е много агресивна по отношение съществуването на традицонната ерзянска религия. Лидерите на ерзянското национално движение често публично обвиняват РПЦ в русификация на ерзянския народ и наричат Московската патриаршия „имперски инструмент на Кремъл“. През 2007 г. в село Чукали, Великоигнатовски район на Република Мордовия по време на Раскен Озкс избухва конфликт между последователите на инешкипазия, от една страна, и ръководството на Република Мордовия и духовенството на РПЦ, от друга. Причината за конфликта е, че републиканската власт пренася празнествата от свещената могила Мааре на поляна близо до гората и предлага нов формат на празнуването: развлечения под звуците на рускоезична попмузика. В знак на протест ерзянските лидери завземат сцената и публично обявяват пред многохилядната публика, че рускоезичните песни и речите на руски език са „фарс“ и „поругаване на паметта на ерзянските войни, погребани на свещената могила Мааре“. Ерзяните масово напускат официалния празник и отиват до Мааре, където извършват моление. Конфликтът се разраства след като местното духовенство на РПЦ започва да агитира срещу отбелязването на празника Раскен Озкс.
Но твърдението, че последователите на инешкипазията се отнасят критично към всички християни, е погрешно. В началото на 1990-те в Мордовия се появява Мокшано-ерзянска евангелско-лутеранска църква, основана с активната подкрепа на лутераните на Финландия. Създаването ѝ среща силна съпротива от страна на РПЦ, която разгръща агресивна информационна кампания срещу „фино-угорското сектанство“. Пасторите на новата църква се опитват да се доближат до хората като съчетават в богослужението елементи на православието (например, почитание на икони) с народните обичаи (ерзянски и мокшански народни носии, напеви и т.н.). На лутераните във Финландия такава еклектика не се харесва и те прекратяват подкрепата си. В резулатат на това РПЦ значително усилва позицията си сред фино-угорските народи на РФ.
Общественото движение «Свободен Идел-Урал», чийто съучредител е Сирес Боляен, през 2019 г. публично обвинява властта в Република Мордовия в намеса в дейността на Атян Езем (ерз. „Съвет на старейшините“). В обръщението си Боляен посочва, че се нарушава принципът на отделяне на държавата от църквата и че републиканските власти спомагат за укрепването на привилегированото положение на РПЦ: „По цялата република властта предава на РПЦ помещения и парцели – без проблеми или бюрократични спънки“.

## Контакти с другите традиционни религии на Идел-Урал
Инешкипазианското вероучение има малко общо с новоезическите култове в съвременните Русия, Украйна, Полша и частично прилича на традиционните вярвания на балтийските племена. Различни са пантеонът на боговете, както и базовите представи за живота и смъртта, времето и пространството, доброто и злото. За разлика от новоезическите култове при инешкипазията няма пълна историческа реконструкция на култовете и обредите. От гледна точка на теологията инешкипазията е най-близка до традиционните вярвания на фино-угорските народи на Идел-Урал: марийци и удмурти. Раскен Озкс са посещавали представители на марийските и удмуртски наионални движения, например удмуртският учен Алберт Разин.